# Hoplathemistus conifer
Hoplathemistus conifer är en skalbaggsart som först beskrevs av Aurivillius 1917.  Hoplathemistus conifer ingår i släktet Hoplathemistus och familjen långhorningar. Inga underarter finns listade i Catalogue of Life.